# Bánh tráng

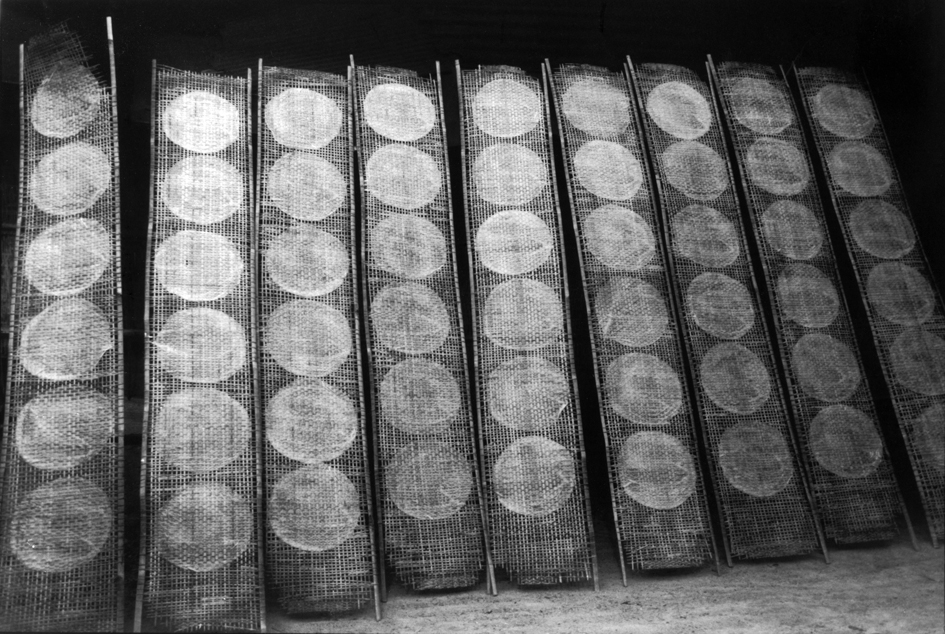
Bánh tráng đem phơi nắng

Bánh tráng là một dạng bánh sử dụng nguyên liệu chính là tinh bột tráng mỏng phơi khô, khi ăn có thể nướng giòn (miền Bắc Việt Nam gọi là bánh đa nem, miền Trung gọi là bánh tráng nhúng, miền Nam gọi là bánh tráng ) hoặc nhúng qua nước để làm nem cuốn (miền Nam gọi là gỏi cuốn). Nó còn là nguyên liệu để làm một món ăn khác là nem (chả giò).

## Tên gọi
Tên gọi bánh tráng có xuất xứ từ miền Nam, gọi là bánh tráng vì công đoạn chủ yếu khi làm bánh là phải tráng mỏng. Đôi khi được gọi là bánh đa.
Tại một số vùng ở Thanh Hóa, người ta dùng cả hai từ bánh tráng và bánh đa, ngoài ra còn dùng từ bánh khô, để chỉ loại bánh tráng dùng để nướng và ăn trực tiếp. Loại bánh tráng dùng để gói nem (bánh đa nem) thì được gọi là bánh chả, do món nem rán ở đây gọi là chả.
Ở miền Bắc trước đây cũng gọi là bánh tráng do cách làm là bánh được tráng mỏng, đến thời chúa Trịnh Tráng ở đàng Ngoài thì phải đổi gọi là bánh đa để kiêng húy chúa Trịnh Tráng. Ở đàng Trong không chịu ảnh hưởng của các chúa Trịnh nên tiếp tục gọi loại bánh này là bánh tráng.

## Nguyên liệu
Nguyên liệu chính thường là bột gạo (nhiều nơi dùng sắn, ngô, đậu xanh... hoặc pha trộn chung) pha lỏng vừa phải với nước. Có cho vào đó một ít bột sắn với một tỷ lệ hợp lý để bánh có thêm độ dẻo, ít bị bể và dễ tráng mỏng, nếu pha nhiều bột sắn (khoai mì) sẽ làm cho bánh có vị chua. Ngoài ra còn có các phụ gia khác như mè, muối, tiêu, tỏi, dừa, hành, đường,... tùy loại bánh tráng các miền.

## Cách làm
Dùng một cái gáo múc bột đổ lên trên một tấm vải được căng sẵn trên một cái miệng nồi to có nước đang sôi bên trong. Sau đó dùng gáo dừa trải đều một lớp bột thật mỏng theo hình tròn (tráng bánh), động tác này phải khéo léo, nhanh nhẹn diễn ra chỉ trong vài giây (có thể rắc thêm mè lên trên). Bánh chín, dùng một nan tre mỏng hoặc một chiếc ống luồn dưới bánh gỡ ra, trải trên một cái vỉ được đan bằng tre rồi đem phơi nắng.
Độ dày, mỏng của bánh được quy định tùy theo cách sử dụng. Nếu để nướng sẽ dày nhất, cuốn ướt thì dày vửa và làm nem thì phải mỏng như tờ giấy. Chính vì lý do này mà trong tiếng Anh bánh tráng được gọi là rice paper (giấy gạo).

## Thưởng thức
Sau khi phơi khô, khi sử dụng, tùy cách ăn có thể đem bánh đi nướng giòn trên than hồng hay nhúng qua nước cho mềm (có thể sau khi nướng hoặc không nướng), cuốn nem rán (chả giò). Bánh tráng nướng giòn có thể ăn kèm cùi dừa rất ngon. Bánh tráng có thể được ăn kèm với nhiều món ăn như: mắm ruốc, gỏi,... không nhất thiết phải qua công đoạn nướng giòn.

## Các loại bánh đa nổi tiếng
- Bánh đa Kế: xã Dĩnh Kế, huyện Lạng Giang, Bắc Giang
- Bánh đa Đô Lương: xã Đà Sơn, thị trấn Đô Lương, xã Tràng Sơn, Đông Sơn, huyện Đô Lương
- Bánh đa làng Chòm: xã Thiệu Châu, Thiệu Hóa, Thanh Hóa[2]
- Bánh đa Triêu Dương : xã Triêu Dương, Tĩnh Gia, Thanh Hóa
- Bánh tráng Hòa Đa, Phú Yên

- Bánh tráng phơi sương Trảng Bàng: Tây Ninh
- Bánh tráng Đại Lộc: xã Đại Đồng, huyện Đại Lộc, tỉnh Quảng Nam[9]
- Bánh tráng Mỹ Lồng

## Các biến thể

### Bánh tráng trộn

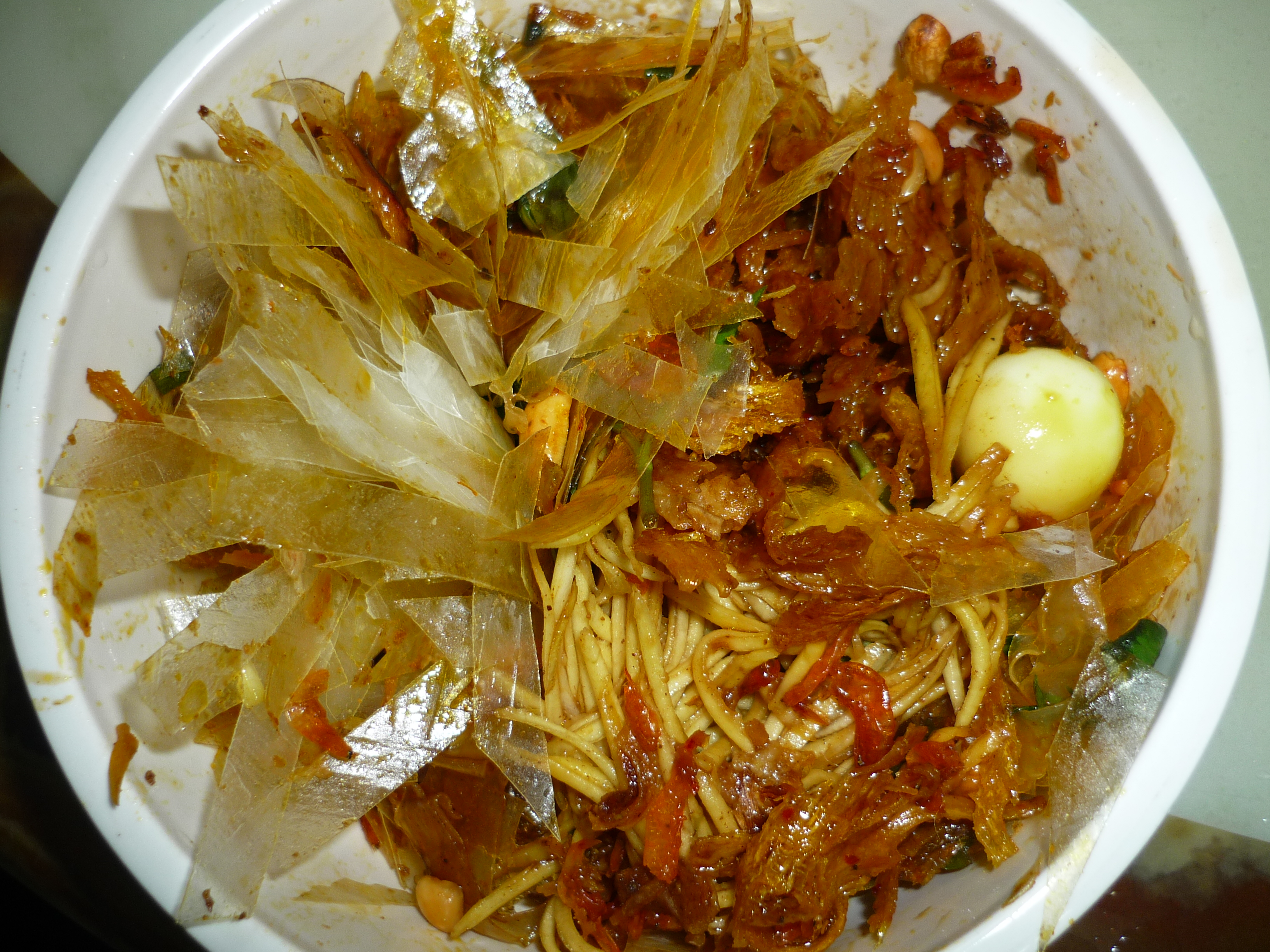
Bánh tráng trộn

Bánh tráng trộn là một món ăn nhẹ có xuất xứ từ Tây Ninh (Việt Nam). Món ăn này là một trong những món ăn vặt phổ biến của giới học sinh, sinh viên.
Món ăn này có thành phần chính là bánh tráng cắt sợi hoặc xé nhỏ, thông thường, món bánh tráng trộn ở khắp nơi ăn phổ biến chủ yếu là ăn chung với muối tôm, chanh tắc, bò khô, trứng cút, rau lá,... trộn với tôm khô chiên mỡ, các thành phần còn lại thay đổi theo người bán, các thành phần thường thấy là phổi bò cháy, rau răm, đu đủ chua sợi, sốt tương, đậu phộng,... Chúng thường được đóng gói và bán trong từng túi ni lông nhỏ với giá rẻ.

### Bánh tráng nướng

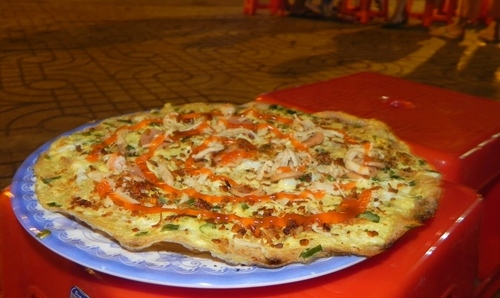
Bánh tráng nướng

Bánh tráng nướng là một món ăn nhẹ có xuất xứ từ Phan Rang (Ninh Thuận), sau đó rộng rãi ở Đà Lạt, Phan Thiết và phổ biến tại Sài Gòn. Nó được làm từ loại bánh tráng mỏng nướng giòn với phần nhân bánh phong phú như xúc xích, gà xé, thập cẩm, hải sản, khô bò, phô mai, trứng gà,... tương tự như kiểu bánh pizza của Ý và rưới kèm nước sốt (tương ớt và sốt me).

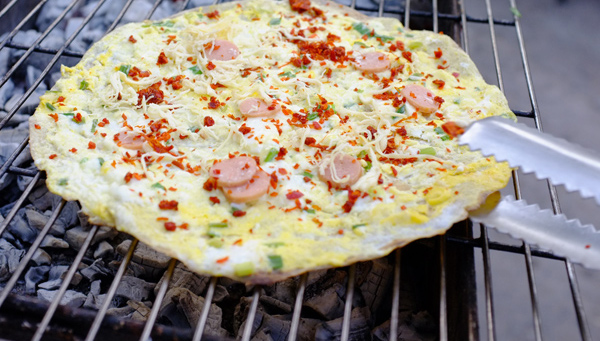
Bánh tráng nướng phô mai

Bánh tráng nướng thường hay ăn chung với các món ăn vặt như bạch tuộc nướng, hồ lô nướng và trà chanh.

### Bánh tráng xoài

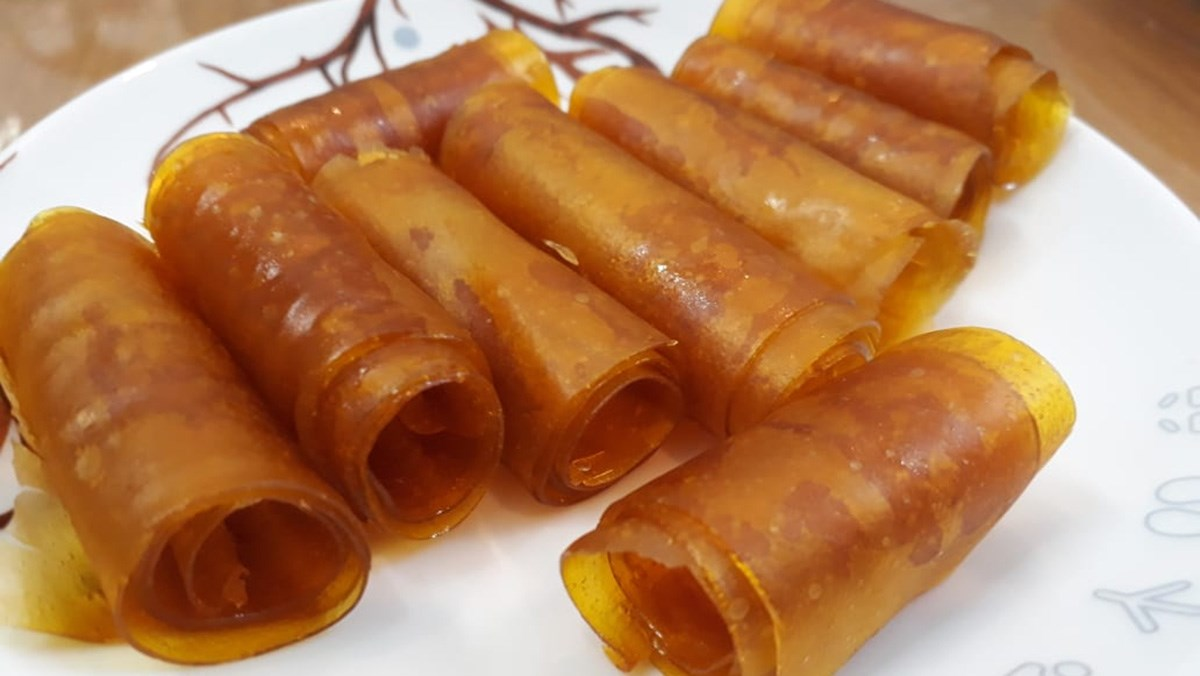
Bánh tráng xoài

Bánh tráng xoài là một món ăn đặc sản khá nổi tiếng của huyện Cam Lâm và một số địa phương lân cận của tỉnh Khánh Hòa. Bánh được làm chủ yếu từ trái xoài chín và mạch nha.
Bánh tráng xoài còn có tên gọi là bánh xoài Nha Trang bởi phần lớn sản phẩm được tiêu thụ ở thành phố Nha Trang. Hiện có rất nhiều hộ gia đình chế biến tự phát tại khu vực Cam Lâm, Cam Ranh nên sản lượng bánh xoài hàng năm sản xuất rất lớn.
Bánh tráng xoài được làm từ những trái xoài chín cây (loại xoài này chỉ trồng hiệu quả tại Cam Lâm, Cam Ranh), loại xoài chín hoàn toàn tự nhiên.
Xoài chín được gọt vỏ, sau đó cho vào máy xay thành dạng lỏng nhưng không quá nát. Dung dịch này được nấu trên bếp than trong khoảng 2 đến 3 giờ tùy theo thời tiết và chất lượng xoài nguyên liệu. Đây cũng là khâu quan trọng quyết định chất lượng sản phẩm cũng như bí quyết của mỗi người thợ.
Sau đó người làm bánh thực hiện công đoạn tráng bánh thành từng lớp mỏng trên bề mặt nilon được lót sẵn trên một khuôn thép, cách mặt đất 100–120cm. Bánh sau khi tráng được phơi dưới ánh nắng tự nhiên. Bánh xoài sau 1 ngày trên khung kim loại sẽ khô đều, vàng óng. Bánh được thu gom và đưa vào khu vực đóng gói.

### Bánh tráng Đại Lộc
Ở miền Trung, có bánh tráng Đại Lộc nổi tiếng với món bánh tráng cuốn thịt heo. Nổi tiếng nhất là làng nghề làm bánh tráng Đại Lộc. Người dân xứ Quảng ăn bánh tráng quanh năm, nhà nào cũng để sẵn bánh tráng trong nhà và món bánh tráng cuốn là đặc sản đất Quảng Nam mỗi khi có khách đến chơi. Bánh tráng Đại Lộc đã tạo nên hương vị riêng cho các món cuốn dân dã của xứ Quảng và trở thành món ăn không thể bỏ qua mỗi khi có dịp đến với Quảng Nam.